# Philippe le Bailly de Tilleghem
Philippe Alexandre Albert le Bailly de Tilleghem (Brugge, 10 november 1787 - 3 december 1873) was een Belgisch volksvertegenwoordiger. 

## Levensloop
Hij was telg uit het geslacht Le Bailly en een zoon van Renon baron le Bailly de Tilleghem  (1757-1824) en van Marie-Thérèse Clara Arrazola de Oñate (1757-1828). Hij trouwde in 1815 met Jacqueline Ysenbrant (1792-1842) en was de schoonbroer van Henri Bernard Ysenbrant. Ze kregen vier kinderen.
Na een periode van legeractiviteiten onder het Franse Keizerrijk, werd hij in de Hollandse tijd districtscommissaris voor Tielt (1819-1821) en voor Leuven (1824-1830). In zijn Leuvense tijd werd hij lid van het college van curatoren van de Rijksuniversiteit Leuven (1827-1833) en nadien korte tijd van de Katholieke Universiteit Leuven (1834-1835).
Van 1840 tot 1842 was hij gemeenteraadslid van Brugge.
In 1848 werd hij verkozen tot katholiek volksvertegenwoordiger voor het arrondissement Tielt en vervulde dit mandaat tot in 1868.